# Empidonax affinis
El  mosquero de los pinos (Empidonax affinis), también conocido como mosquerito pinero, mosqueta pinera o papamoscas pinero, es una especie de ave paseriforme de la familia Tyrannidae, perteneciente al numeroso género Empidonax. Es un ave insectívora, nativa de Guatemala y México.

## Distribución y hábitat
Su área de distribución es bastante disjunta e incluye México, desde el noroeste y noreste hacia el sur, y el suroeste de Guatemala.
Esta especie es considerada de común a bastante común, pero en general local, en su hábitat natural: el interior, los bordes y áreas semiabiertas de bosques semiáridos a húmedos de pino-roble (Pinus - Quercus), en altitudes entre 1600 y 3500 m.

## Sistemática

### Descripción original
La especie E. affinis fue descrita por primera vez por el naturalista británico William Swainson en 1827 bajo el nombre científico Tyrannula affinis; su localidad tipo es: «partes marítimas de México, restringido posteriormente para Temascaltepec, México».

### Etimología
El nombre genérico masculino «Empidonax» se compone de las palabras del griego «empis, empidos» que significa ‘mosquito’, ‘jején’, y «anax, anaktos» que significa ‘señor’; y el nombre de la especie «affinis», en latín significa ‘relacionado’, ‘aliado’.

### Taxonomía
Las diferencias de vocalización reportadas entre as poblaciones al norte y al sur del istmo de Tehuantepec sugieren que puede tratarse de dos especies diferentes.

### Subespecies
Según las clasificaciones del Congreso Ornitológico Internacional (IOC) y Clements Checklist/eBird se reconocen cinco subespecies, con su correspondiente distribución geográfica:
- Empidonax affinis pulverius Brewster, 1889 – noroeste de México desde el sureste de Sonora y suroeste de Chihuahua al sur hasta Jalisco.
- Empidonax affinis trepidus Nelson, 1901 – noreste de México (sureste de Coahuila hasta el suroeste de Tamaulipas); en los inviernos al sur hasta el sur de México (Chiapas) y Guatemala.
- Empidonax affinis affinis (Swainson, 1827) – meseta del sur de México (Michoacán al sur hasta Puebla).
- Empidonax affinis bairdi P.L. Sclater, 1858 – sur de México (Guerrero y Oaxaca, posiblemente Chiapas) y sur de Guatemala.
- Empidonax affinis vigensis A.R. Phillips, 1942 – centro oeste de Veracruz, en el sureste de México.